# 頂法寺
頂法寺（ちょうほうじ）は、京都市中京区六角通東洞院西入堂之前町にある天台宗系単立の寺院。山号は紫雲山。本尊は如意輪観音。寺号は頂法寺であるが、本堂が平面六角形であることから一般には六角堂の通称で知られている。華道、池坊の発祥の地としても知られている。西国三十三所第18番札所。洛陽三十三所観音霊場第1番札所。
本尊真言：おん ばらだ はんどめい うん
ご詠歌：わが思う心のうちは六（むつ）の角 ただ円（まろ）かれと祈るなりけり

## 歴史

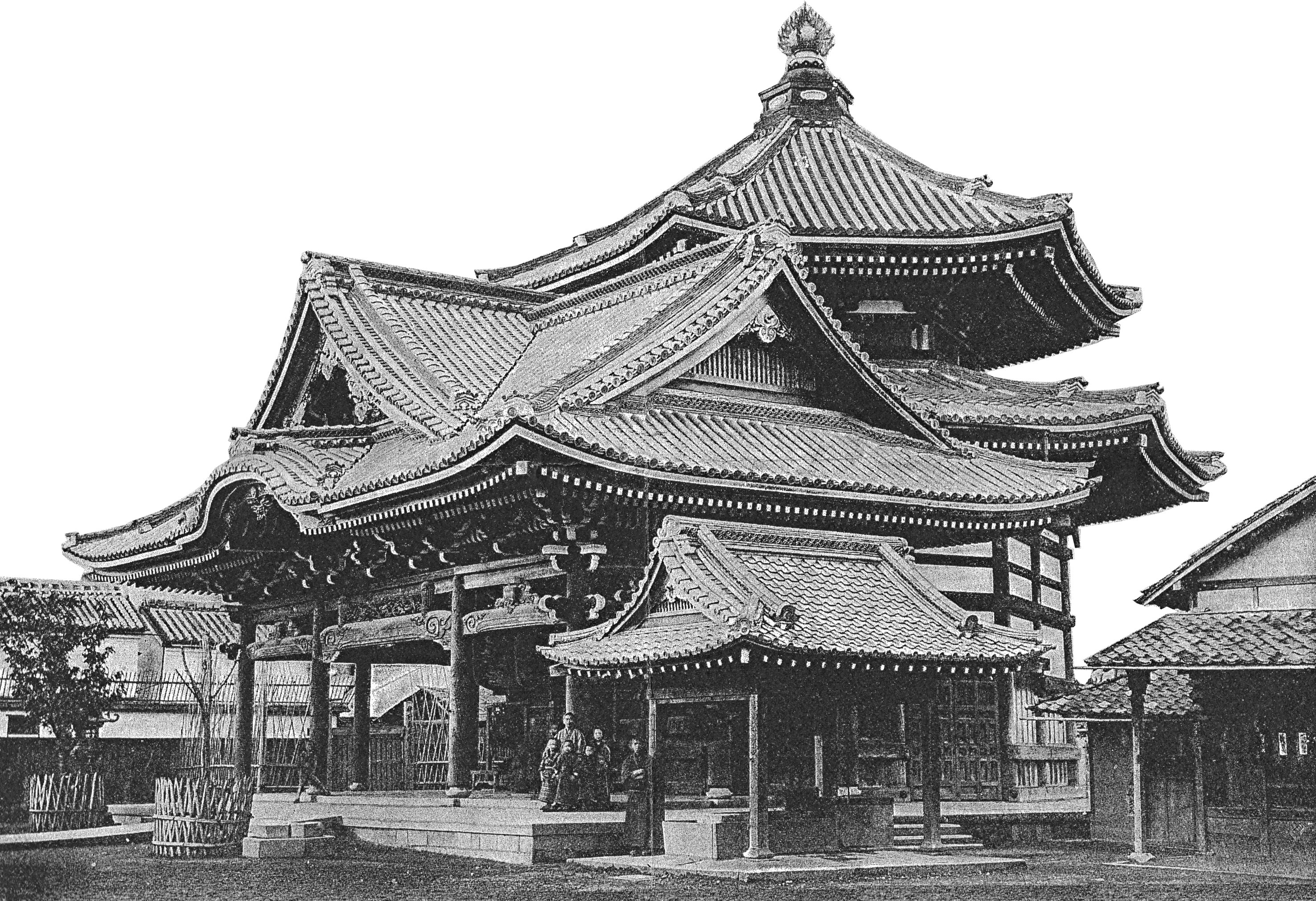
1913年

当寺の創建縁起は醍醐寺本『諸寺縁起集』、『伊呂波字類抄』に見え、当寺所蔵の『六角堂頂法寺縁起』や近世刊行の『洛陽六角堂略縁起』などにも見える。これらの縁起が伝える創建伝承は大略以下のとおりである。
敏達天皇の時代、淡路国岩屋浦に閻浮檀金（えんぶだんごん、黄金の意）の如意輪観音像が漂着した。この像は聖徳太子が前世に唐土にあって仏道修行していた時に信仰していた像であり、太子はこの観音像を念持仏とした。これが後の当寺本尊である。太子は16歳のとき排仏派の物部守屋討伐にあたって、護持仏に「無事討伐できたならば、仏の功徳に感謝して四天王寺を建立いたします」と戦勝祈願したところ勝利した。そして、用明天皇2年（587年）に寺建立のための用材を求め、小野妹子とともにこの地を訪れた。その際、太子は池で水浴をするため、傍らの木の枝の間に持仏の如意輪観音像を置いておいたところ、像は重くなり動かなくなってしまった。観音像は光明を発し、自分は七生にわたって太子を守護してきたが、今後はこの地にとどまり衆生を済度したいと告げた。そこで太子は、四神相応のこの地に伽藍を建てることとした。東からやってきた老翁（鎮守神の唐崎明神）が、紫雲たなびく杉の霊木のありかを教えてくれたので、その材を用いて六角形の堂を建立したのがこの寺の始まりである。
『元亨釈書』によれば、平安京造営の際、六角堂が建設予定の街路の中央にあたり邪魔なため取り壊されそうになったが、その時黒雲が現れ、堂は自ら北方へ約5丈（約15メートル）動いたという。
以上のように六角堂の創建は縁起類では飛鳥時代とされているが、1974年（昭和49年）から翌年にかけて実施された発掘調査の結果、飛鳥時代の遺構は検出されず、実際の創建は10世紀後半頃と推定されている。また、六角堂が史料に現れるのは11世紀初めからである。藤原道長の日記『御堂関白記』寛仁元年（1017年）3月21日条に、「六角小路」という地名が見えるのが早い例である。他にも『小右記』（藤原実資の日記）などに六角堂の名が見える。『梁塵秘抄』所収の今様には「観音験（しるし）を見する寺」として、清水、石山、長谷などとともに「間近く見ゆるは六角堂」とうたわれている。こうしたことから、六角堂は平安時代後期には観音霊場として著名であったことがわかる。
鎌倉時代初期の建仁元年（1201年）には延暦寺の堂僧であった29歳の範宴（後の親鸞）が、この六角堂に百日間参籠し、95日目の暁の夢中に聖徳太子の四句の偈文を得て、浄土宗の宗祖・法然の専修念仏に帰依したとされる。
室町時代に入ると当寺で祇園祭の山鉾巡行の順番を決めるくじ取り式が行われるようになり、江戸時代末まで行われた。
寛正2年（1461年）の山城大飢饉のとき、8代将軍足利義政は当寺の前に救済小屋を建て、時宗の僧願阿弥に命じて洛中に流入した貧窮者に対して粥施行（かゆせぎょう）を行なわせた。寺地が下京の中心であったことから、特に応仁の乱の後からこの寺は町堂として町衆の生活文化や自治活動の中核となる役割を果たした。下京に危機がせまると当寺の早鐘が鳴らされたりもしている。また、京都に乱入する土一揆や天文法華の乱などでは出陣する軍勢の集合場所となったり、あるいは下京町組代表の集会所になったりしている。
近世には「京都御役所向大概覚書」によると、朱印寺領1石と記されており、寺内には多聞院、不動院、住心院、愛染院などの塔頭があったが現存しない。観音霊場の寺として庶民の信仰を集め、近世には門前町が発展し、そこには巡礼者のための宿屋が数多く建ち並び洛中では有数の旅宿町として発展した。
天治2年（1125年）の火災をはじめ、江戸時代末までの間に確認できるだけで18回の災害にあったが、庶民の信仰を集める寺であり、また町組の中核となる寺としてその都度復興されてきた。現在の本堂は1877年（明治10年）に再建されたものである。

## 本尊
六角堂の本尊・如意輪観音像は古来厳重な秘仏とされている。西国三十三所に関する信頼できる史料として最古のものである『寺門高僧記』所収の行尊（園城寺の僧）の巡礼記（11世紀末頃）によれば、六角堂の本尊は「金銅三寸」の如意輪観音像とされている。鎌倉時代成立の天台系の仏教図像集である『阿娑縛抄』（あさばしょう）には、六角堂の本尊は石山寺の本尊と同様の「二臂」の如意輪観音とされている。しかし、秘仏本尊の厨子の手前に安置される「お前立ち像」は六臂像であり、寺の納経所で配布している本尊御影も六臂像である。秘仏本尊は内陣中央の三重の厨子内に安置されており、指定文化財でないため制作年代等の詳細は不明である。
本尊の如意輪観音像には、建礼門院（平徳子）が治承2年（1178年）6月27日に安産祈願のため寄進したとの伝承がある。
2008年（平成20年）が西国三十三所観音巡礼の中興者とされる花山法皇の一千年忌にあたることから、2008年（平成20年）から2010年（平成22年）にかけて、西国三十三所の全札所寺院にて札所本尊の「結縁開帳」が行われることとなった。六角堂本尊の如意輪観音像は2008年（平成20年）11月8日 - 2009年（平成21年）1月5日、および2009年（平成21年）3月3日 - 4月12日の2度にわたり開扉されたが、これは前回開扉の1872年（明治5年）以来136年ぶりの公開であった。
2016年（平成28年）には西国三十三所草創1300年記念で開扉が行われた（11月5日 - 11月14日）。
2020年（令和2年）7月 - 9月に京都国立博物館で開催される「西国三十三所草創1300年記念 特別展 聖地をたずねて─西国三十三所の信仰と至宝─」には秘仏「如意輪観音座像」が出展予定で、展覧会公式サイトに写真が掲載されている。

## 池坊

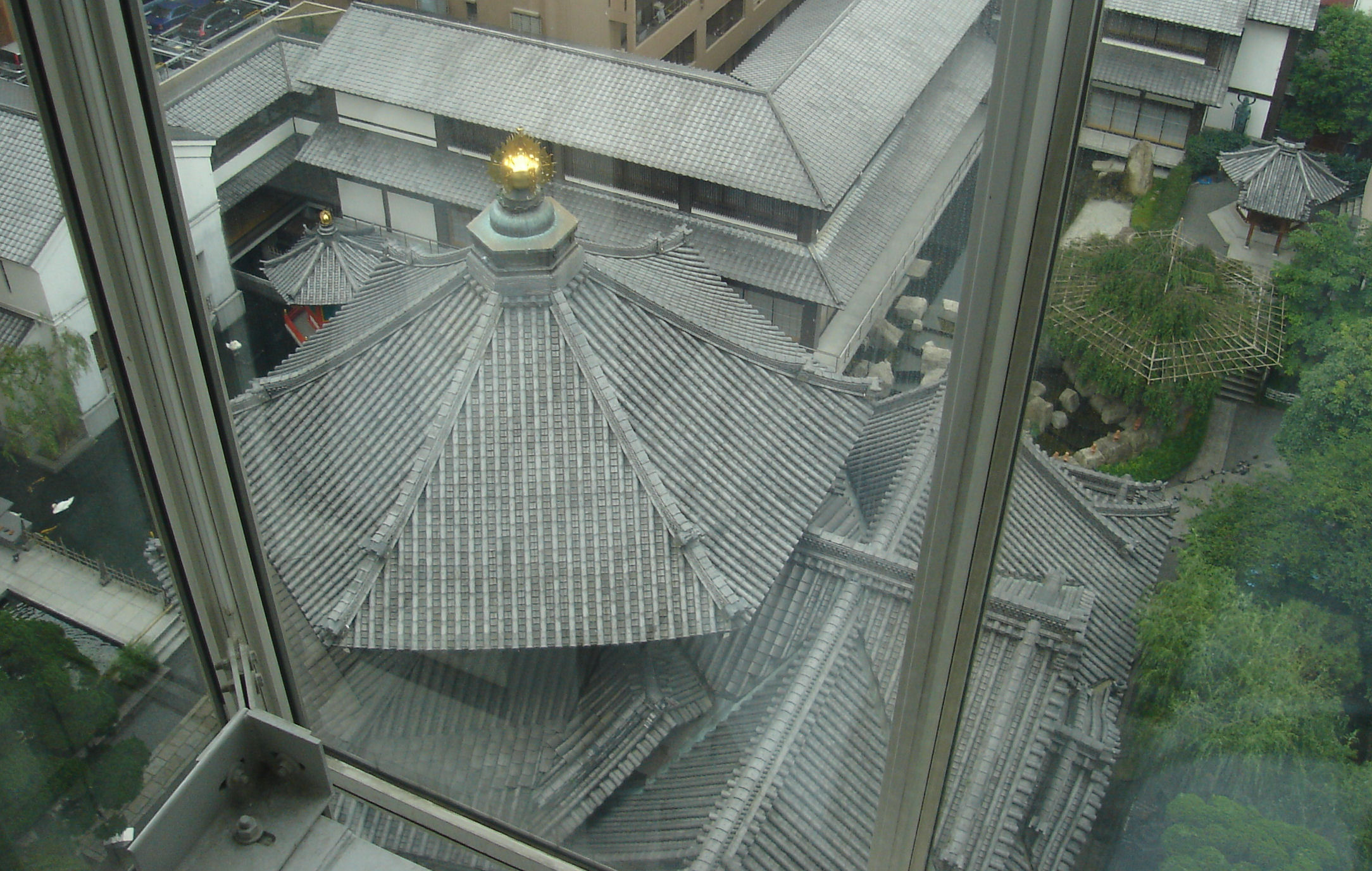
隣のビル・WEST18より

この寺の本堂である六角堂は寺内塔頭で、頂法寺の本坊にあたる池坊が執行として代々経営･管理に当たってきた。聖徳太子の命により小野妹子が入道し仏前に花を供えたことが華道の由来とされ、その寺坊が池のほとりにあったことから「池坊」と呼ばれている。ただし、前述の縁起類には、聖徳太子が沐浴した池にちなんで寺坊を「池坊」と号したことと、小野妹子を寺主としたことは述べられているが、妹子と華道の関係については述べていない。小野妹子を華道の道祖とするのは、史料で知られる限りでは近世以降のことである。
池坊の僧は、当寺の住持として本尊の如意輪観音像に花を供えることとなっており、花の生け方に別格の妙技を見せることで評判となっていたことが15世紀の記録に残されている。文明年間（1469年 - 1486年）に池坊12世専慶が立花（たてばな）の名手として知られ、ここから池坊としての立花が生じ、天文年間（1532年 - 1555年）には、池坊13世専応が度々宮中に招かれて花を立て、また「池坊専応口伝」を表して立花の理論と技術を初めて総合的に体系化した。
現在は華道家元「池坊」の本部ビル・池坊会館があり、その3階には「いけばな資料館」がある。

## 境内
京都の街中に建つ寺で、境内は狭い。山門を入ってすぐ正面に本堂、右手に「へそ石」、親鸞堂、納経所、本堂裏には聖徳太子沐浴の伝説にちなむ池や太子堂がある。鐘楼は山門から公道を隔てて向かい側の飛地境内にある。また、境内北側には、華道家元「池坊」の本部ビル・池坊会館がある。
- 本堂（京都市指定有形文化財） - 1877年（明治10年）再建[7]。平面六角形の屋根を二重に重ね、手前には入母屋造、千鳥破風付きの拝堂を設ける複雑な屋根構成になる。内陣には秘仏本尊如意輪観音像を安置し、向かって左に毘沙門天立像（重要文化財）、右に不動明王立像を安置する。また、本堂の裏側にも多くの仏像が安置され、小窓から拝むことができる[7]。原則として参拝者は堂内に立ち入ることはできず堂外からの参拝となる。
- 拝堂（京都市指定有形文化財） - 本堂に隣接している[7]。
- 聖徳太子沐浴の古跡 - 人工池の中に井筒が置かれている。その井筒が聖徳太子沐浴の古跡と伝えられる場所である[4]。
- 太子堂 - 開山堂。人工池に面して建つ平面六角形、朱塗りの小堂。南無仏太子像（聖徳太子二歳像）、父である用明天皇の病気平癒を祈る聖徳太子十六歳像、仏教の受容をめぐって物部守屋と戦った姿を表す聖徳太子騎馬像を安置する[7]。
- 太子の水 - 聖徳太子が水浴びをしたといわれる。現存。飲料可[14]。
- 親鸞堂 - 境内右手奥に建つ六角堂。夢告を授かる姿の「親鸞夢想之像」と六角堂参篭の姿を自刻したとされる「親鸞草鞋の御影」の2体の親鸞像が安置される[7]。
- 親鸞聖人像 - 親鸞堂の正面には参籠から比叡山に戻る姿の親鸞の銅像が立っている。
- 十六羅漢像
- へそ石 - 本堂東側、柵で囲われた中に平面六角形の平らな石があり、「へそ石」または「要石（かなめいし）」と呼ばれる。門前の六角通りにあったものを、明治時代初期に門内へ移したもの。旧本堂の礎石と伝えられ、「本堂古跡の石」とも呼ばれるが、当寺が平安京造営以前から存在し、寺の境内地もほぼ移動していないことから、この石が京都の中心であるといわれている[4]。石の中央に孔があり、元来は燈籠等の台石であったと思われる。
- 庫裏
- 石仏群
- 石不動
- 唐崎社 - 鎮守社。唐崎明神、祇園社、天満宮を祀る。かつては明星天子菩薩とも称していた[7]。
- 山門
- 鐘楼（京都市指定有形文化財） - 六角通を挟んで山門の斜め前に建てられている。この位置は江戸時代初期までさかのぼることができる。戦国時代、京都に戦乱の危機が迫るとこの鐘が撞かれたという記録がある。鐘は太平洋戦争中の金属類回収令によって供出されて失われたが、1954年（昭和29年）に再鋳された[7]。
- 池坊会館 - 華道家元「池坊」の本部ビルで11階建て。華道家元池坊が代々六角堂の住職を務めている。かつて塔頭・池坊があった場所でもある[4]。
- WEST18 - 1996年（平成8年）に池坊会館の南隣に竣工した、いけばな研修教室などが入る10階建てのビル。ビルの名称は、六角堂が西国三十三所観音巡礼の第十八番札所であることにちなむ[4]。

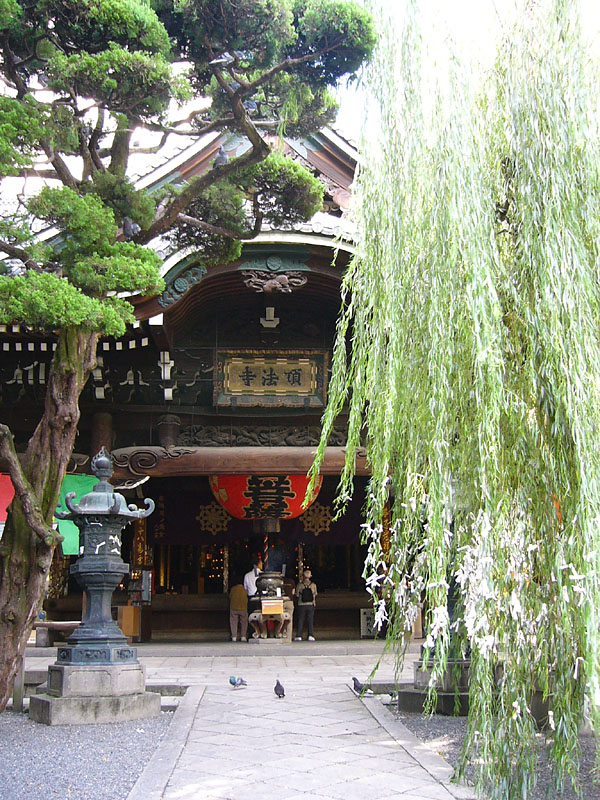
本堂（六角堂）
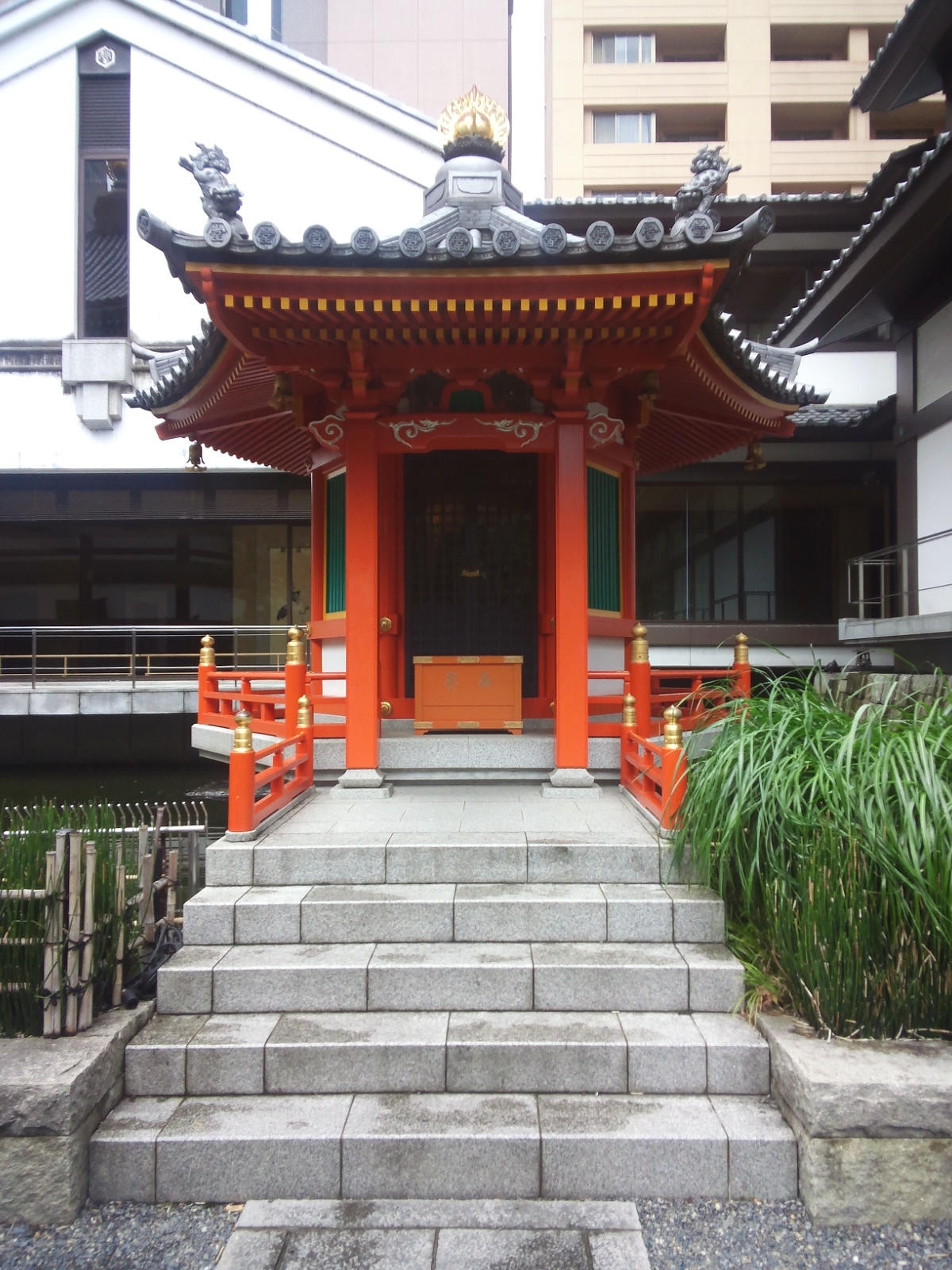
太子堂
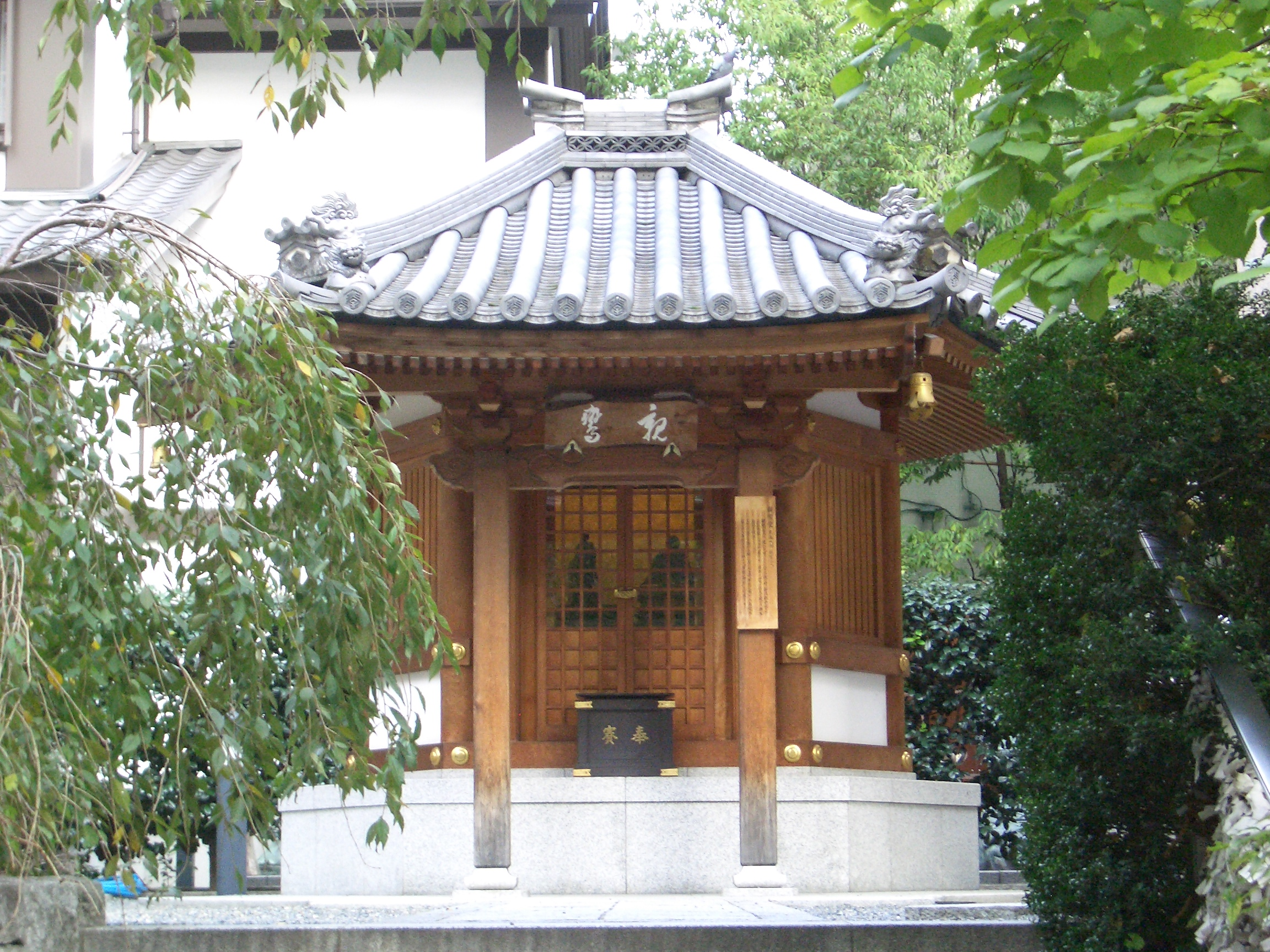
親鸞堂
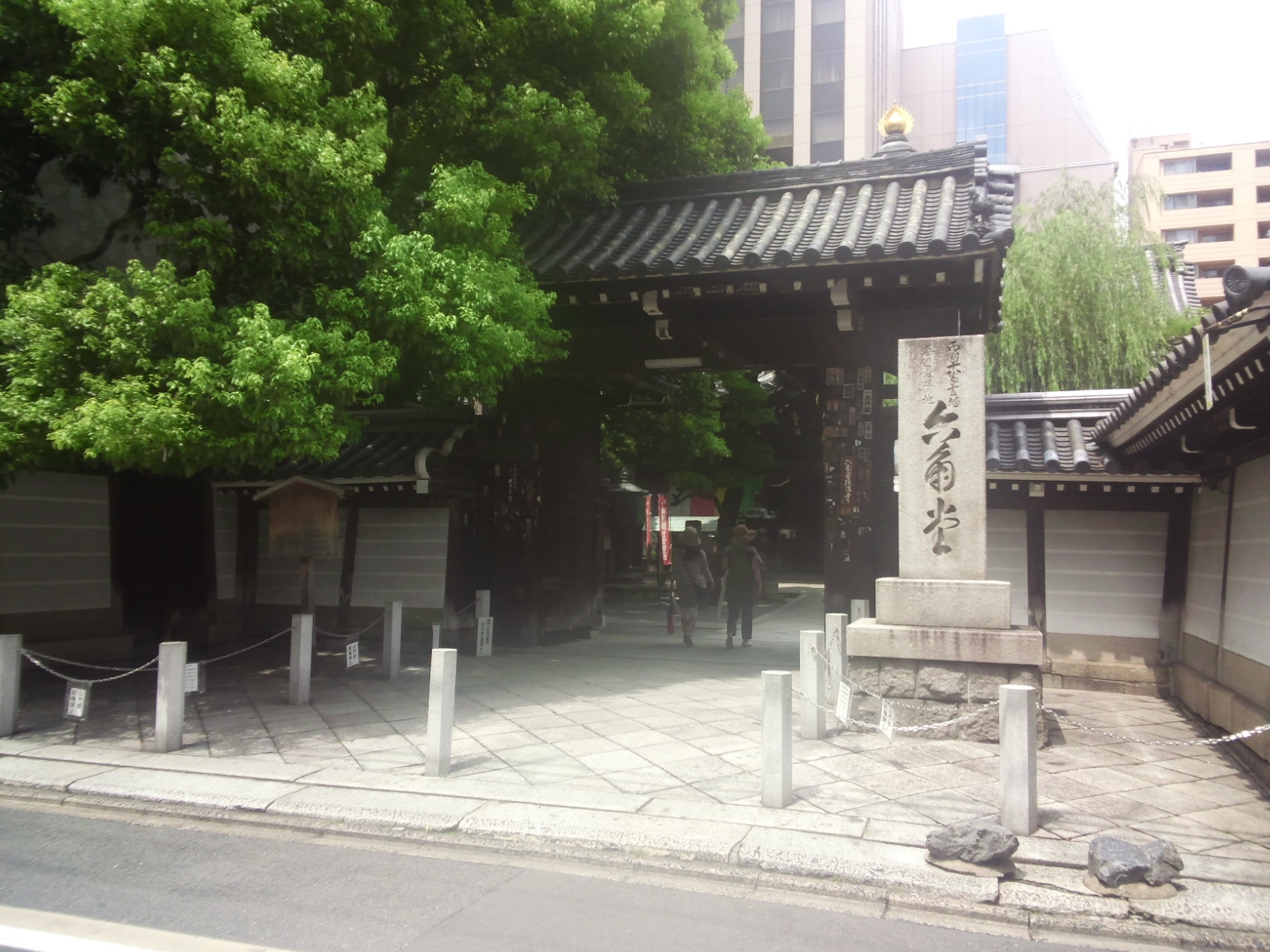
入口
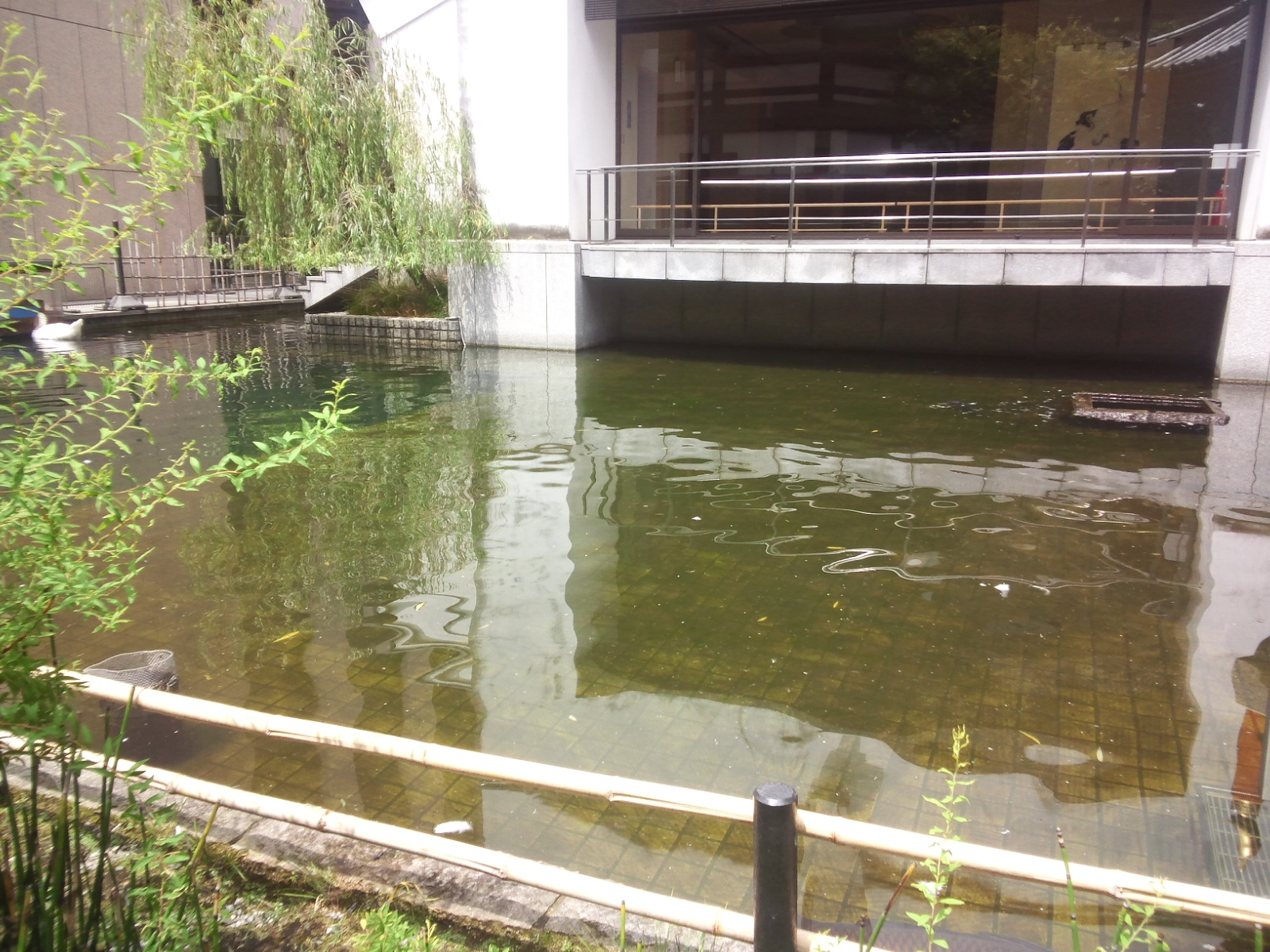
聖徳太子沐浴の古跡
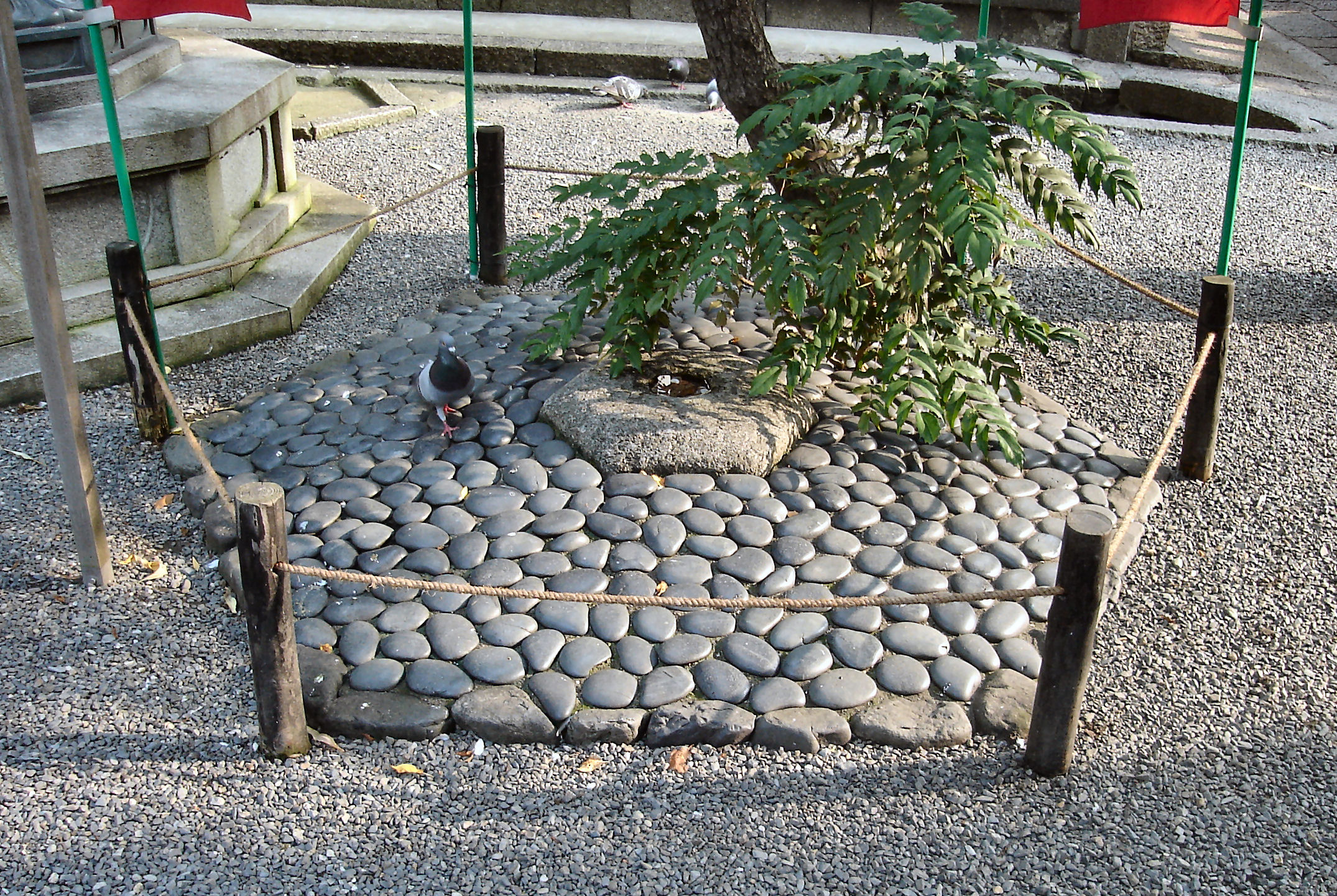
へそ石
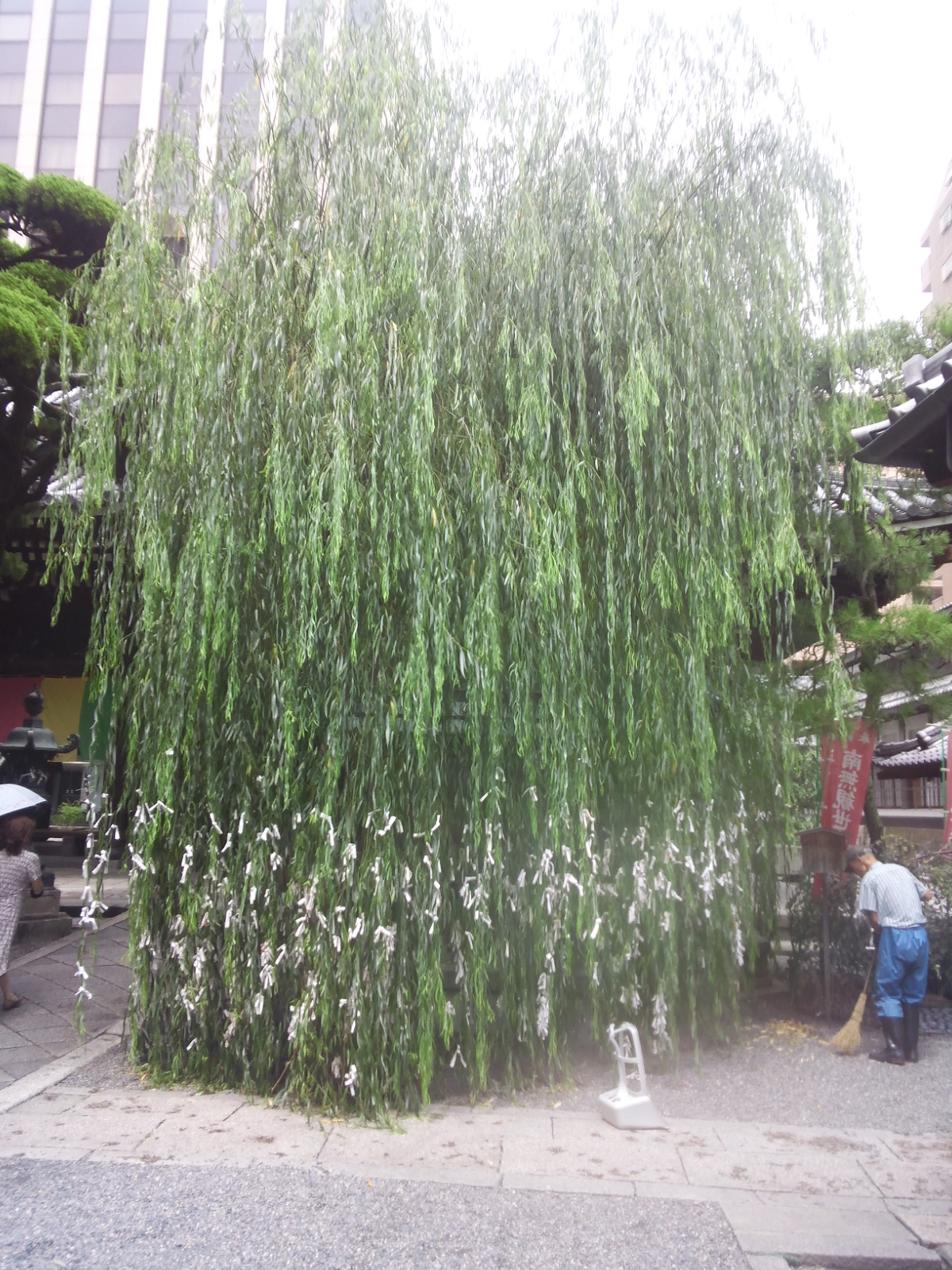
縁むすびの六角柳
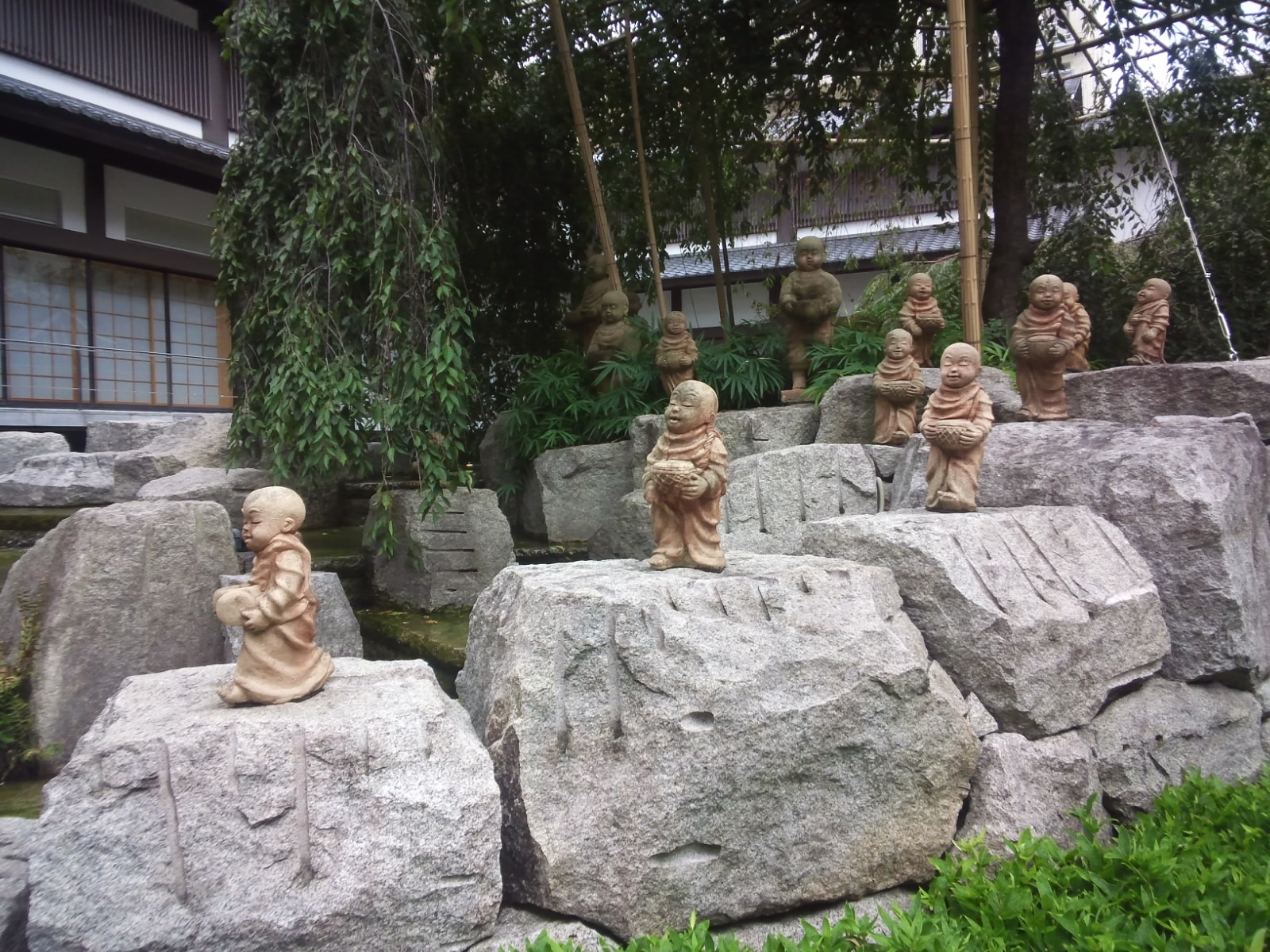
十六羅漢
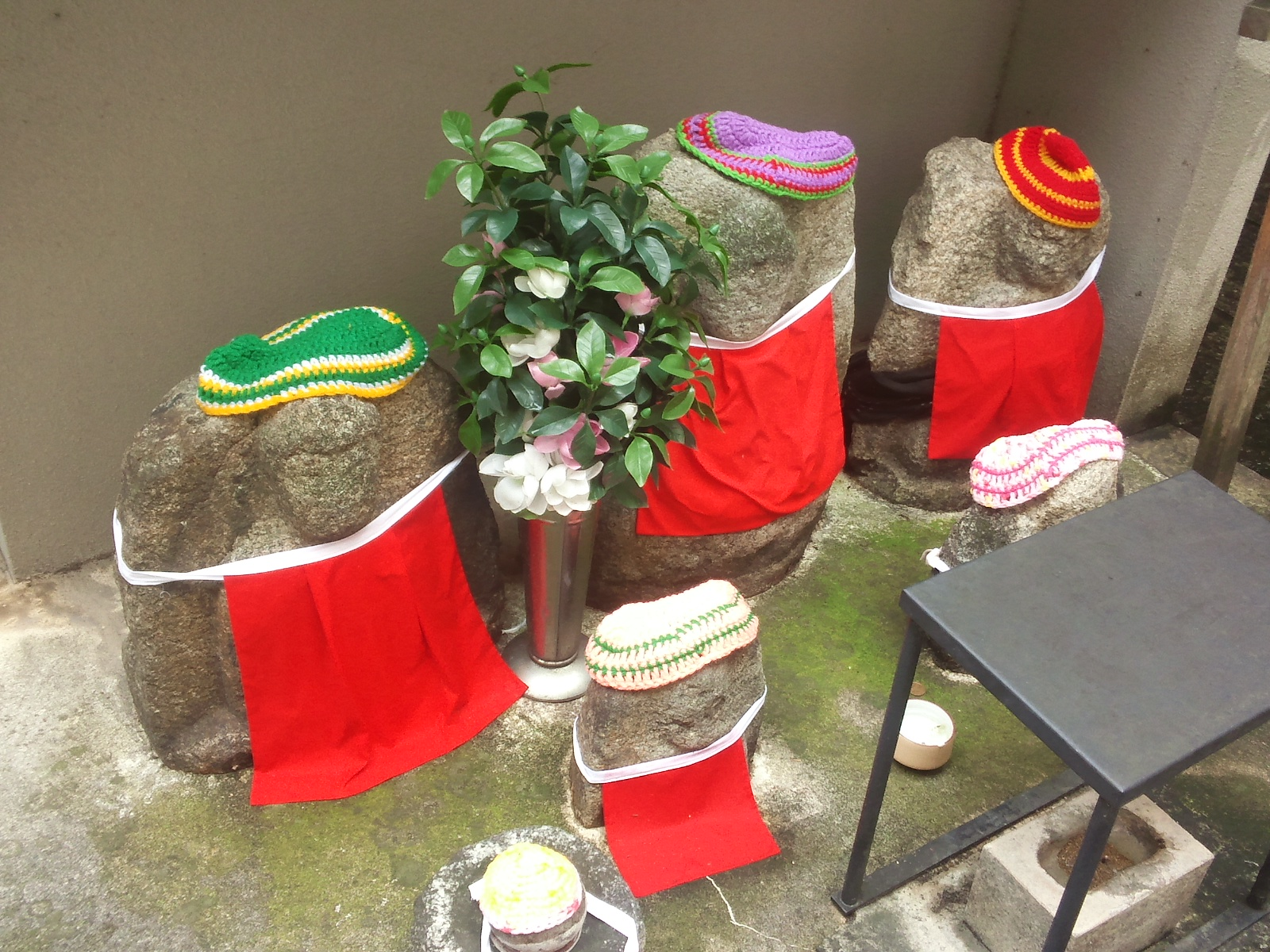
北向地蔵

## 文化財

### 重要文化財
- 木造毘沙門天立像 - 平安時代後期。像高102cm。
- 池坊専好立花図 93図 - 著色。自寛永五年至同十二年 附：寛永六年紫宸殿立花御会席割指図 5通

### 京都市指定有形文化財
- 本堂
- 拝堂
- 鐘楼

## 前後の札所
西国三十三所
17 六波羅蜜寺　-　18 六角堂頂法寺　-　19 革堂行願寺
洛陽三十三所観音霊場
1 六角堂頂法寺　-　2 誓願寺
聖徳太子霊跡
24 広隆寺　-　25 六角堂頂法寺　-　26 中山寺
通称寺の会（六角堂）

## 所在地
- 京都府京都市中京区六角通東洞院西入堂之前町248

## アクセス
- 京都市営地下鉄烏丸線・東西線 烏丸御池駅より徒歩約3分。
- 阪急電鉄京都本線 烏丸駅より徒歩約7分。